# Söl'ring

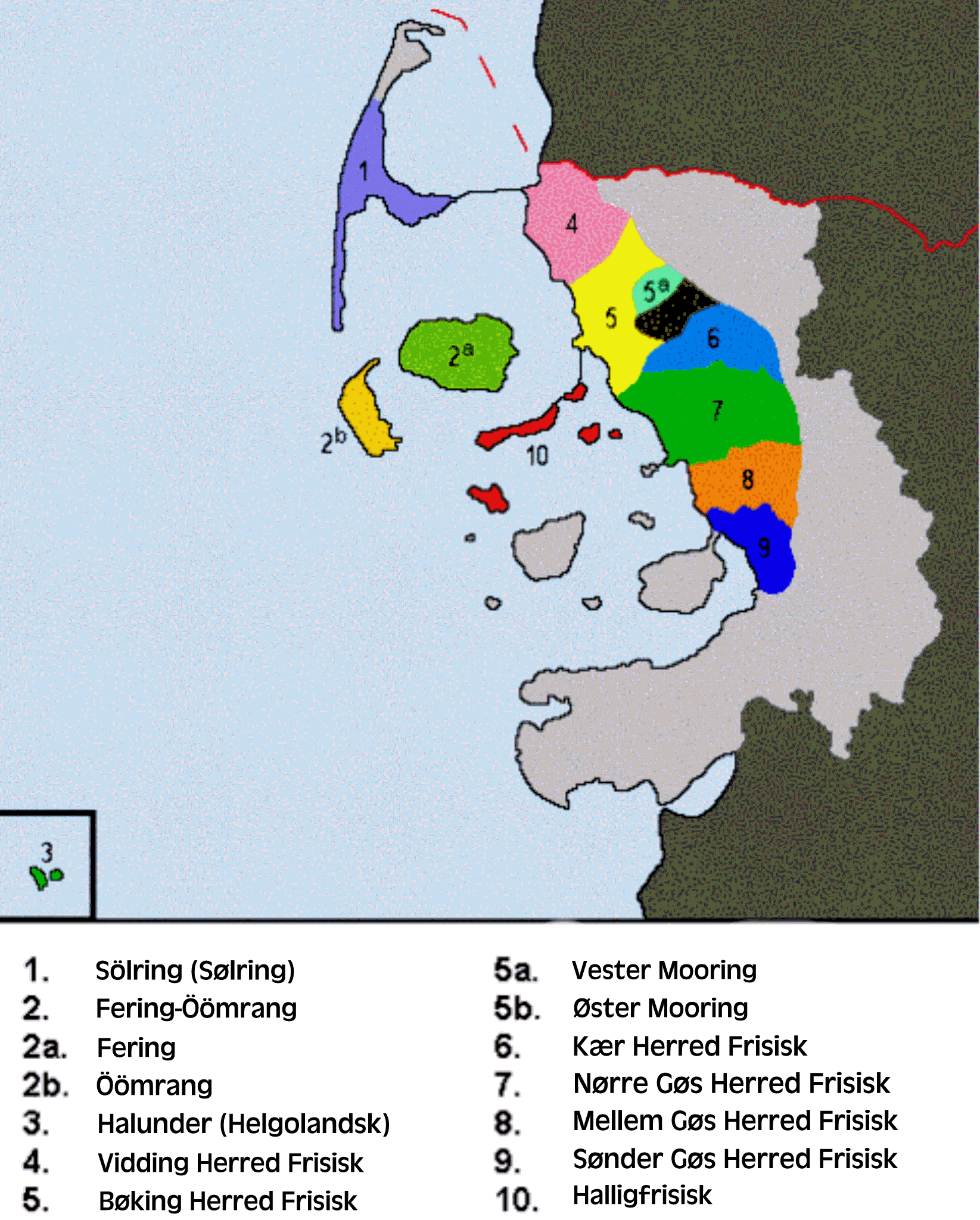
Dialectes del frisó septentrional

Söl'ring és el dialecte del frisó septentrional parlat a l'illa de Sylt, al districte de Nordfriesland (Slesvig-Holstein). Söl'ring prové de Sol', nom frisó de l'illa de Sylt.
Juntament amb els dialectes fering, öömrang, i l'helgolandès forma part del grup insular de dialectes frisó septentrional. Es diferencia dels altres dialectes, causa de la seva influència danesa relativament forta. A causa del turisme de masses a Sylt, el dialecte s'ha desplaçat en gran manera per les varietats de l'alemany i el söl'ring només el parlen alguns centenars de persones, moltes de les quals ja no resideixen a Sylt. Encara que s'ensenya a diverses escoles primàries, les seves perspectives de supervivència són desfavorables en comparació amb altres dialectes insulars.

## Literatura
Aquest dialecte ha tingut una posició destacada entre els dialectes nord frisons en el camp de la literatura. La literatura söl'ring és considerada la més completa i extensa literatura dialectal nord frisona. L'aparició de la comèdia mar Di Söl'ring Pir'rersdei (El dia de Sant Pere a Sylt, 1809) pel mariner Peter Hansen (1767-1855) es considera el punt de partida de la literatura frisona moderna. També és de Hansen l'única novel·la llarga mai escrita a Frísia Septentrional, Di lekkelk Stjüürman ("El pilot que té sort"), que es va publicar el 1833 com a seqüela de Di Söl'ring Pir'rersdei.
El seu fill, el mestre Christian Peter Hansen (1803-1879), va compondre el treball Werk Ualð Sölðring Tialen (Antigues històries de Sylt), tresor de llegendes insulars que permetrà la interpretació i l'edició d'un mite nacional frisó. De Hansen és una balada marítima ben coneguda, Di Brirfiarhooger. De particular importància és la traducció del Nou Testament i els Salms pel pare Peter Michael Clemens (1804-1870) en la parla de Sylt. El treball, però, no es va detectar durant molt de temps i mai no va ser imprès.
En el segle XX destacaren el comerciant Andreas Hübbe (Di Önergang fan Söl) i l'editor Christian Peter Christiansen, autor de l'himne Üüs Sölring Lön (El nostre país Sylt).
De vital importància per a la literatura de Sylt i la literatura nord frisona sencera va ser Jens Emil Mungard. Va escriure prop de 800 poemes, a més d'una mica de la prosa i obres de teatre. La seva obra més famosa és el poema Di Hiir es Brir ("la fotografia"). Mungard va morir el 1940 al camp de concentració de Sachsenhausen.